# Manuel III do Congo
Manuel Martins Quidito (1884 - 1927), cujo nome real era Manuel III Afonso, foi o manicongo (rei) do Reino do Congo entre 1911 e 1914. Foi o último rei do Congo, reinando como vassalo de Portugal.  

## Biografia
Manuel Martins Quidito nasceu na aldeia de Lunda. Sua mãe, embora fosse de uma família camponesa rica, não pertencia a nobreza. Ele estudou em uma missão católica desde muito jovem e se tornou o protegido dos padres. Em 1893, o rei Álvaro XIV, que havia estudado com ele em Luanda, o contratou como pajem. No ano seguinte ele se casou com Maria Tombe de Tuco na fortaleza real de Madimba. Exerceu a profissão de intérprete antes de se estabelecer em São Salvador, em 1909. Era descrito como "Um sábio nas maneiras e costumes dos brancos".
Com a morte de Pedro VII em junho de 1910, começou uma crise sucessória entre os batistas (apoiadores de Pedro Lelo) e os católicos, apoiantes de Manuel Comba. No início de julho, o administrador português, José dos Santos, convidou para sua residência os dois grupos afim de entrar em consenso para a sucessão ao trono. Os católicos afirmavam que Pedro Lelo estaria demasiado tempo fora do país desde que tinha sido impedido de reinar em 1896, devido a sua minoridade. José dos Santos apoiou inicialmente a Manuel Comba, também apoiado pelos católicos, que eram maioria na cidade. Ao final, Manuel Martins Quidito se candidatou e conseguiu apoio dos católicos e dos conselheiros reais por ser mais velho e experiente. 
Manuel Comba foi deposto sem nunca ter reinado em 1911, com isso Manuel é finalmente aceito como rei. Em 1 de julho de 1911, D. Manuel III do Congo foi coroado e mesmo jurando sempre pedir auxilio aos conselheiros reais, decidiu por convidar dois sábios de seu clã em Madimba; Tulante Álvaro de Lovo e Mfutila de Zamba. No ano anterior, em 5 de outubro de 1910, um golpe de estado aboliu a monarquia portuguesa e estabeleceu a república. O Reino do Congo passou de um vassalo para um "assunto" de Portugal, estatuto comparável a de protetorado. A mudança se deu pelos esforços do novo governo em desintegrar a ideia de monarquia emtodo Império Português.  

Em 1913 eclodiu uma revolta em São Salvador, onde o rei foi traído por seu outrora conselheiro, Tulante Álvaro, que se junta aos rebeldes. A revolta foi finalmente contida em 1915 pelos portugueses. Posteriormente a monarquia congolesa foi abolida e o território foi integrado a África Ocidental Portuguesa.Em 1915, Manuel perde os direitos de pretender ao trono, já que o conselho real decide por reconhecer Álvaro Afonso como novo rei de forma simbólica e cultural em São Salvador. Manuel é exilado e morre anos mais tarde, em 1927.  